# Gościno
Gościno (Groß Jestin fino al 1945) è un comune rurale polacco del distretto di Kołobrzeg, nel voivodato della Pomerania Occidentale.
Ricopre una superficie di 116,04 km² e nel 2005 contava 5 167 abitanti.
Comunità urbane e rurali del comune di Gościno e relativi nomi tedeschi in uso sino al 1945:
| - Dargocice (Eickstedtswalde) - Karkowo (Karkow) - Mołtowo (Moltow) - Myślino (Moitzlin) - Ołużna (Seefeld) - Pławęcino (Plauenthin) | - Pobłocie Małe (Klein Pobloth) - Ramlewo (Ramelow) - Robuń (Rabuhn) - Wartkowo (Wartekow) - Ząbrowo (Semmerow) |

Altre località
- Gościno-Dwór (Groß Jestin-Gut), Jarogniew (Karlshof), Jeziorki (Seehof), Kamica (Kämitz), Lubkowice (Johannisberg), Sikorzyce (Meisegau), Skronie (Krühne), Wierzbka Dolna (Groß Vorbeck) , Wierzbka Górna (Klein Vorbeck).